# The Chris Rock Show
The Chris Rock Show foi um talk-show semanal, exibido nas sexta-feiras à noite, criado e apresentado por Chris Rock na HBO. Contou com diversos convidados ao longo dos anos. Durou cinco temporadas, de 7 de fevereiro de 1997 a 25 de novembro de 2000. O programa ganhou um Emmy de Melhor Roteiro para uma Variedade ou Programa de Música em 1999.

## Temporadas
| Temporadas | Temporadas | Episódios | Exibição original      | Exibição original      |
| Temporadas | Temporadas | Episódios | Temporada de estréia   | Temporada final        |
| ---------- | ---------- | --------- | ---------------------- | ---------------------- |
|            | 1          | 5         | 7 de Fevereiro de 1997 | 7 de Março de 1997     |
|            | 2          | 12        | September 12, 1997     | 12 de Dezembro de 1997 |
|            | 3          | 13        | 21 de Agosto de 1998   | 6 de Novembro de 1998  |
|            | 4          | 12        | September 17, 1999     | 17 de Dezembro de 1999 |
|            | 5          | 13        | 19 de Agosto de 2000   | 25 de Novembro de 2000 |